# Eleonore Schwarz

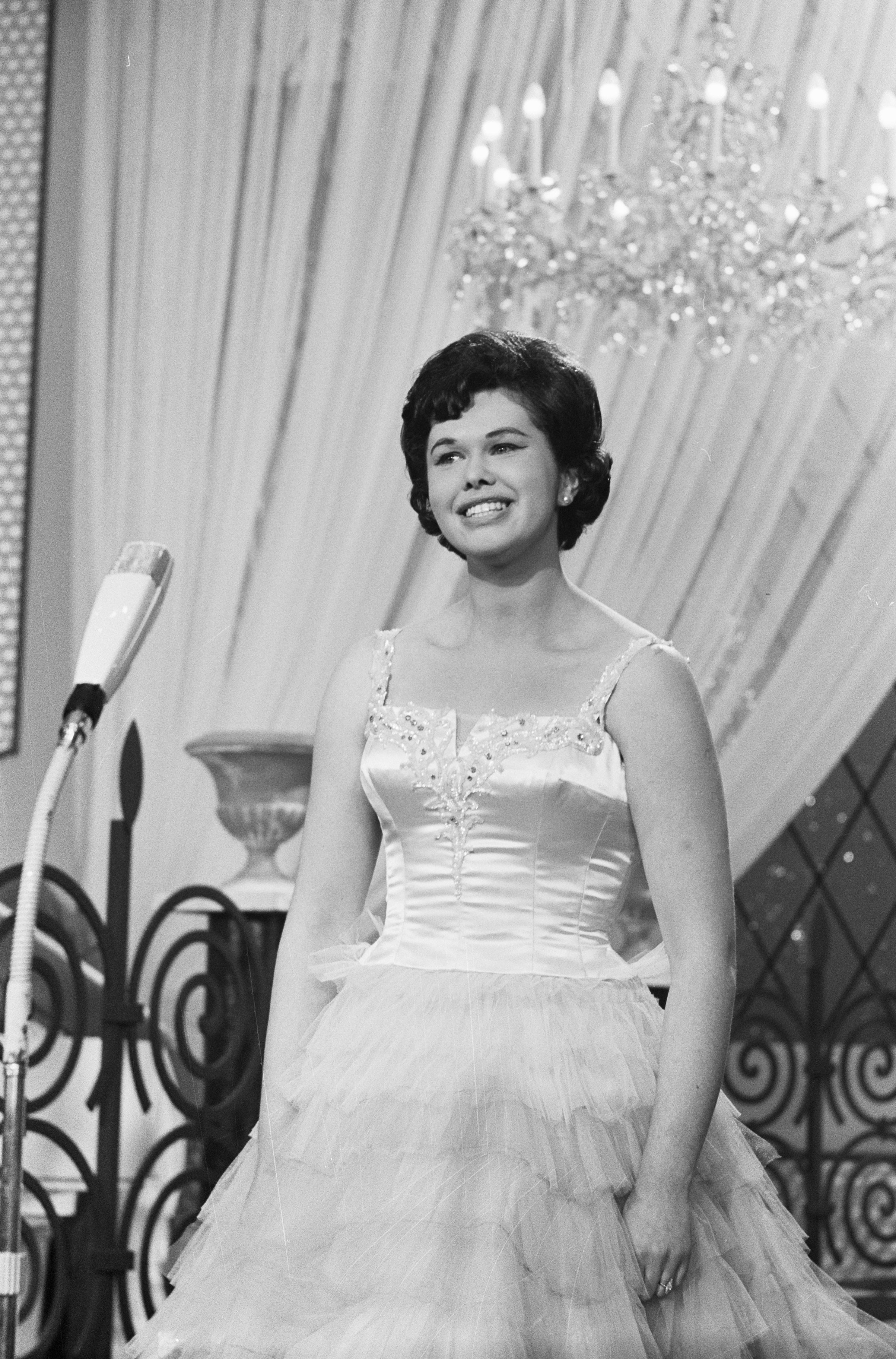
Collectie / Archief : Fotocollectie Anefo Reportage / Serie : [ onbekend ] Beschrijving : Eurovisie Songfestival 1962 te Luxemburg, voor Oostenrijk Eleonore Schwarz Datum : 18 maart 1962 Locatie : Luxemburg, Oostenrijk Trefwoorden : artiesten, songfestivals Persoonsnaam : Schwarz Eleonore Fotograaf : Pot, Harry / Anefo Auteursrechthebbende : Nationaal Archief Materiaalsoort : Negatief (zwart/wit) Nummer archiefinventaris : bekijk toegang 2.24.01.05 Bestanddeelnummer : 913-6595

Eleonore Schwarz (Viena, 1936-) é uma cantora austríaca. O seu maior sucesso foi nas décadas de 1960 e 1970 como cantora de opereta na Volksoper de Viena. Representou a Áustria no Festival Eurovisão da Canção 1962 que teve lugar no Luxemburgo, com a canção "Nur in der Wiener Luft",com a qual terminou em último lugar, sem receber qualquer ponto (o mesmo acontecendo às canções da Bélgica, Espanha e Países Baixos).